# Walter Odede
Walter Odede (11 de novembro de 1974) é um ex-futebolista profissional queniano que atuava como meia.

## Carreira
Walter Odede representou o elenco da Seleção Queniana de Futebol no Campeonato Africano das Nações de 2004.